# الجهاز القومي لتنظيم الاتصالات (مصر)
الجهاز القومي لتنظيم الاتصالات (بالإنجليزية: National Telecommunication Regulatory Authority) هو جهاز حكومي مصري أنشئ طبقا لقانون تنظيم الاتصالات رقم 10 لسنة 2003 كجهة قومية مسئولة عن تنظيم قطاع الاتصالات تتبع وزارة الاتصالات وتكنولوجيا المعلومات. يعتمد عمل الجهاز على مبادئ رئيسية منها المحافظة على مبدأ الشفافية والمنافسة الحرة والخدمة الشاملة وحماية حقوق المستخدم.
وهو المسئول عن خلق بيئة مواتية تحقق المنافسة العادلة بين مختلف المشغلين في قطاع الاتصالات وتكنولوجيا المعلومات، بالإضافة إلى مسئوليته عن ضمان تقديم خدمات الاتصالات بكفاءة وفعالية في جميع أنحاء الجمهورية. ومن هذا المنطلق، يعمل الجهاز القومي لتنظيم الاتصالات على تعزيز مجتمع المعرفة، وتوفير التنوع الاقتصادي للدولة. لذا، فإنه منذ إنشائه، يقود الجهاز منظومة النهوض بصناعة الاتصالات، طبقًا للاختصاصات والصلاحيات الممنوحة له ولما يتمتع به من استقلال مالي يؤهله للوفاء بهذا الدور. وفي إطار هذا الدور يقوم الجهاز بالعديد من المهام مسخرًا كل كفاءاته سعيًا لتحقيقها.

## المهمة والرؤية
المهام والأهداف:
توقع وقيادة إصلاح سوق الاتصالات وتطوير صناعة الاتصالات مع الحفاظ على التوازن المطلوب بين جميع الأطراف المعنية ومختلف أصحاب المصالح وفقا لقواعد وأسس عادلة والحرص على حماية حقوق المستخدمين.
رؤية الجهاز:
النفاذ إلى الاقتصاد الرقمي من خلال الاتصالات وتكنولوجيا المعلومات لتحقيق الرخاء والازدهار والحرية والعدالة الاجتماعية للجميع.

## الأهداف الإستراتيجية
يهدف الجهاز القومي لتنظيم الاتصالات إلى تنظيم قطاع الاتصالات وتطوير ونشر جميع خدماته على نحو يواكب أحدث وسائل التكنولوجيا ويلبى جميع احتياجات المستخدمين بأنسب الأسعار ويشجع الاستثمار الوطني والدولي في هذا المجال في إطار من قواعد المنافسة الحــرة. 
ويمكن إيجاز أهم أهداف الجهاز على النحو التالي:
- ضمان وصول خدمات الاتصالات إلى جميع مناطق الجمهورية.
- حماية الأمن القومي والمصالح العليا للدولة.
- ضمان الاستخدام الأمثل للطيف الترددي وتعظيم العائد منه.
- ضمان الالتزام بأحكام الاتفاقيات الدولية النافذة والقرارات الصادرة عن المنظمات الدولية والإقليمية التي تقرها الدولة.
- مراقبة تحقيق برامج الكفاءة الفنية والدراسات الاقتصادية لمختلف خدمات الاتصالات.

## اختصاصات الجهاز
1. وضع الخطط واللوائح والقواعد اللازمة لإدارة سوق الاتصالات وتنظيم العلاقة بين أصحاب المصالح في القطاع: مشغلي الخدمات والمستخدمين.
2. منح التصاريح والتراخيص اللازمة للمشغلين لتقديم خدمات الاتصالات.[8]
3. تحديد معايير جودة الخدمة التي يجب توافرها للمستخدم المصري.
4. مراقبة السوق للتأكد من تطبيق معايير المنافسة العادلة، وجودة الخدمات، والحفاظ على حقوق المستخدمين.[9]
5. التحكيم وحل النزاعات التي قد تنشأ بين مشغلي الاتصالات وبعضهم، أو بينهم وبين المستخدمين.
6. التأكد من مراعاة المعايير الصحية والبيئية في التقنيات المطبقة والمستخدمة في السوق المصري.

## التنظيم

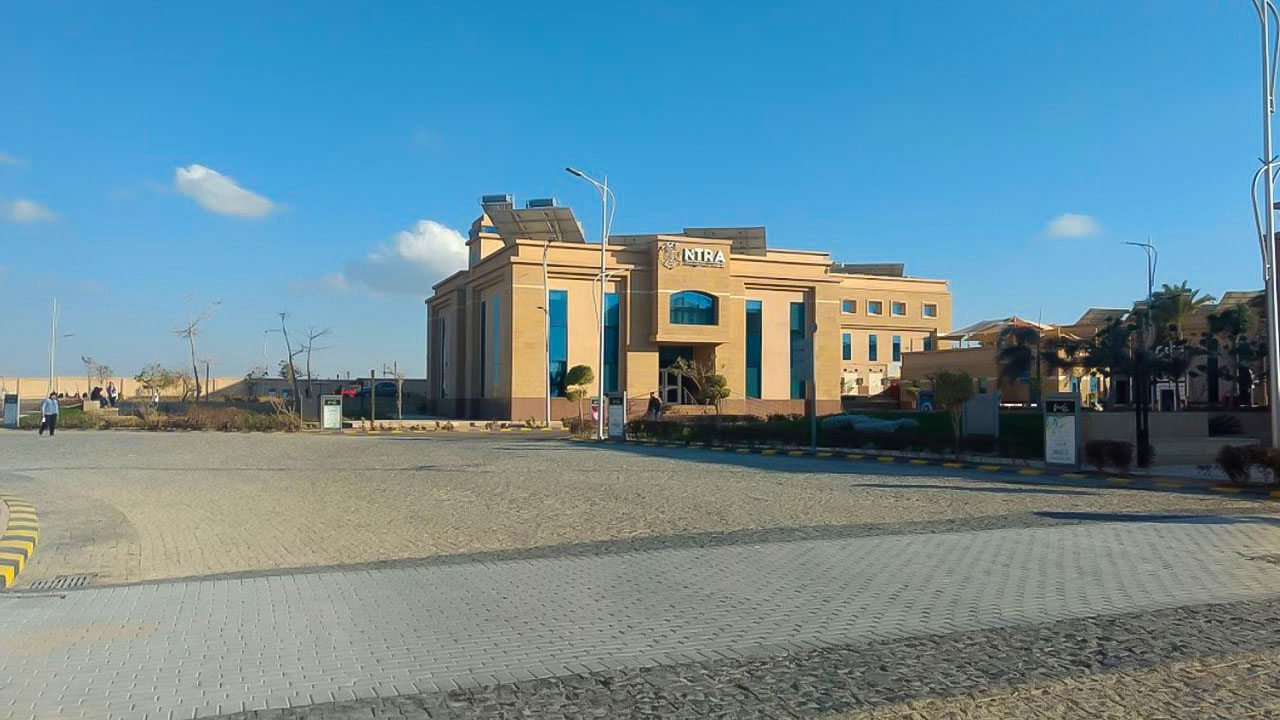
فرع الجهاز بالمنطقة التكنولوجية بمدينة برج العرب الجديدة

في إطار مبادرة مجتمع المعلومات المصري التي اطلقت في القمة العالمية في جنيف في عام 2003، تطورت خدمات الاتصالات كأحد العوامل الرئيسية لتحقيق التنمية الاجتماعية والاقتصادية في مصر. لذا لم يكن مفاجئا أن تحاول الحكومة المصرية مواكبة ذلك والتقدم نحو نظام جديد للدولة يتوائم مع ما شهده العالم من متغيرات هائلة في مجال تقنيات وخدمات الاتصالات، وبالتالي أعطت الحكومة الأولوية لتطوير قطاع تكنولوجيا المعلومات والاتصالات وانعكس ذلك في خلق بيئة مواتية تم فيها تحرير سوق الاتصالات.
 وصدر قانون تنظيم الاتصالات رقم 10 لسنة 2003 الذي نص على إنشاء هيئة لتنظيم قطاع الاتصالات (مما أطلق بعد ذلك "الجهاز القومي لتنظيم الاتصالات") وتكون هي الهيئة الوطنية الوحيدة المختصة والمسؤولة عن إدارة وتنظيم قطاع الاتصالات، وذلك مع مراعاة الشفافية والمنافسة الحرة، وفي إطار توفير الخدمة الشاملة وحماية حقوق المستخدمين. ولقد نص قانون الاتصالات على إن مقدمي خدمات الاتصالات والمستثمرين ملزمون بالامتثال للوائح والمعايير التي وضعها الجهاز حتى يمكنهم الدخول إلى السوق المصرية وإطلاق خدمات جديدة فيه.

### سياسات المنافسة الحرة والترابط

#### عرض الترابط المرجعي واتفاقية جودة الخدمة
في السنوات القليلة الماضية، شهدت صناعة الاتصالات في مصر عددا من التغييرات الهامة، تمثل ذلك في معدلات النمو المرتفعة التي تحققت سواء من حيث الإيرادات أو المشتركين في خدمات الهاتف المحمول والإنترنت، في حين شهدت خدمات الهاتف الثابت نموا أقل وبسرعة أقل. تمثل السياسات التنظيمية «القيم والمهام الأساسية للجهاز القومي لتنظيم الاتصالات لتشجيع الاستثمارات الوطنية والدولية في إطار قواعد المنافسة الحرة، الأمر الذي يؤكد مرة أخرى سعي الدولة وجهودها المبذولة نحو صياغة سياسات السوق الحرة الملائمة للأعمال.
يعتبر الجهاز هذا الدور الرئيسي الذي يمكن أن يلعبه في تطوير سوق اتصالات تنافسية عادلة قادرة على تعزيز الثقة بين المشغلين الحاليين والجدد في قطاع الاتصالات المصري. إن هذه عملية حيوية تحتاج اعتماد وتطبيق تدابير تنظيمية تتميز بفعالية كافية تمكنها من الحد من مخاطر أي ممارسات محتملة مضادة للمنافسة ومعالجة آثار هذه الممارسات الضارة في حال حدوثها.
يقوم الجهاز حاليا بتعديل قواعد سياسات المنافسة حتى يتم تطويرها نحو إطار عمل يستند إلى مبادئ ومنهجيات مكافحة الاحتكار. ويرى الجهاز أن الإطار الجديد
للمنافسة ينبغي أن تستند إلى مفهومين أساسيين هما:
- اللوائح المسبقة وتحديد القوة المؤثرة في السوق المعنية لخدمات الاتصالات المنظمة.
- اللوائح اللاحقة وتحليل المنافسة، وتحديد الممارسات المضادة للمنافسة.

### تراخيص مقدمي الخدمات
نص قانون الاتصالات الجديدة رقم 10 لسنة 2003 في المادة 22 منه على أن يقدم طلب للحصول على التراخيص المشار إليها في المادة 21 على النماذج التي يضعها الجهاز مصحوباً بالبيانات والمستندات التي يحددها وعلى الأخص ما يثبت القدرة الفنية والمالية لطالب الترخيص ويتضمن الطلب الأسس المقترحة لتسعير الخدمة وطريقة حسابها.

## الصناعة
يعد سوق الاتصالات المصري أحد أكبر الأسواق في أفريقيا والعالم العربي حيث يتميز بالمنافسة الحرة في قطاعي خدمات الثابت والمحمول في بيئة مجتمع المعرفة والمحتوى الرقمي. ونتيجة لذلك، زاد استخدام خدمات الهاتف الثابت والمحمول ليكون من اعلى معدلات الاستخدام في أفريقيا وبعض الدول العربية.في السنوات القليلة الماضية، شهد قطاع الاتصالات المصري العديد من التغييرات الهامة حيث حققت صناعة الاتصالات معدلات نمو عالية سواء من حيث الإيرادات أو المشتركين في أسواق المحمول والإنترنت، في حين شهد قطاع الهاتف الثابت معدل نمو أبطأ. إن الجهاز القومي لتنظيم الاتصالات  هو الهيئة الوحيدة المسئولة عن خلق بيئة مواتية للمنافسة بين المشغلين في الصناعة وكذلك ضمان توفير خدمات الاتصالات بكفاءة وبأسعار معقولة في جميع أنحاء الدولة كما يقوم الجهاز بخلق بيئة تنافسية تهدف إلى خلق مجتمع المعرفة يتميز بالتنوع الاقتصادي من خلال لوائح تنظيمية عادلة. ولقد أخذ الجهاز زمام المبادرة في المناطق التي تعزز الارتقاء بصناعة الاتصالات وفقا لأحكام قانون تنظيم الاتصالات رقم 10/2003، ومن أهم فروع الصناعة ما يلي:

### استيراد الأجهزة
في اطار اهتمام الجهاز بتنمية سوق الاتصالات المصرى فقد قام الجهاز بانشاء إدارة لخدمة العملاء لتكون أهم اختصاصاتها الاتي:
 تنفيذ إجراءات تسجيل الشركات المستوردة للأجهزة اللاسلكية وعرض طلباتها باستيراد الأجهزة اللاسلكية على اللجنة المختصة بذلك طبقا للقانون.
1. متابعة الأرصدة المخزنية من الأجهزة اللاسلكية لدى الشركات المسجلة كمستورد أجهزة لاسلكية من خلال التفتيش الدوري على تلك الشركات وكذلك متابعة حركة تداول تلك الأجهزة وبيعها للتأكد من التزام تلك الشركات بأحكام القانون.
2. تنفيذ إجراءات الحصول على الموافقات المطلوبة لاستيراد واستخدام أجهزة ربط الشبكات اللاسلكية.[11]
3. البت في طلبات العملاء للإفراج عن الأجهزة اللاسلكية سواء للإستخدام الشخصي أو الاستخدام الخاص للجهات أو بغرض الإتجارللشركات المسجلة لدى الجهاز كمستورد أجهزة لاسلكية.
4. متابعة تنفيذ قرارات اللجنة المختصة طبقا للقانون بشأن طلبات العملاء باستيراد أو استخدام الأجهزة اللاسلكية.

### البحوث والتطوير
وقد تم تأسيسها في عام 2007 وتم وضع أهداف رئيسية لها تمثلت في دعم الأنشطة البحثية الوطنية في مجال الاتصالات  ورصد ومواكبة تقنيات الاتصالات والتطبيقات الناشئة، وسد الفجوة بين الأنشطة الأكاديمية والتطورات الفنية من ناحية ورؤى سياسية موحدة  واحتياجات السوق من ناحية أخرى.
ولتحقيق هذه الأهداف، يقوم الجهاز بإطلاق عدة برامج منها:
- المشروعات البحثية[12]

عن طريق توجيه الدعوة بشكل دورية لتقديم المقترحات البحثية حول موضوعات تتماشى مع الاتجاهات العالمية والتي تهم الجهاز ومجتمع صناعة الاتصالات واحتياجات الجمهور.
- الدراسات المؤسسية

إجراء الدراسات بشكل مستقل أو بالتعاون مع جهات أخرى لتقييم التكنولوجيا وتنفيذ مشاريع وطنية والمساعدة في صنع القرار داخل الجهاز.
- البرامج المعنية بالطلاب[13]

الجهاز يضع نصب عينيه تطوير مهارات الشباب من خلال رعاية مشاريع التخرج واستضافة دورات تدريبية صيفية وتقديم دورة متخصصة في مناهج إدارات الاتصالات وتقديم ندوات حول مواضيع محددة في الجامعات.
- التعاون الدولي

المشاركة في والمساهمة بفعالية في المحافل الدولية.

### الترقيم
إن الجهاز القومي لتنظيم الاتصالات هو الجهة المسئولة عن وضع خطة الترقيم القومية والإشراف على تنفيذها وتخصيص أرقامها وذلك بمقتضى قانون الاتصالات رقم 10 لعام 2003.
 تضع خطة الترقيم – التي تشمل الهواتف الثابتة والمنقولة والخدمات الخاصة (القيمة المضافة والإنترنت والأرقام المجانية) وأيضًا الخدمات الجديدة – الأسس التنظيمية والفنية المتعلقة بتشكيل الأرقام وتوزيعها وتخصيصها وأسس إدارة الترقيم وتسعيره.  تشمل خطة الترقيم بيانات تفصيلية حول التزامات الجهاز القومي لتنظيم الاتصالات والتزامات مشغلي ومقدمي خدمات الاتصالات. وتوضح الفرق بين مختلف أنواع الأرقام مثل الأرقام الجغرافية وأرقام الشبكات وأرقام الخدمات الدولية
 تهدف خطة الترقيم إلى دعم البيئة التنافسية وزيادة السعة الرقمية، وضع ضوابط حجز وتخصيص الأرقام ومواكبة التطور التقني في شبكات الاتصال وخدماتها والتوسع في خدمات الاتصال المحلية والدولية وأخيرًا تمكين مقدمي خدمات اتصالات جدد من دخول السوق.

### المعاهد اللاسلكية
طبقا  لقانون تنظيم الاتصالات رقم 10 لسنة 2003 يقوم الجهاز بالترخيص والإشراف على المعاهد اللاسلكية التي تؤهل الدارسين بها بالتقدم إلى امتحانات مشغلي اللاسلكي من الدرجات المختلفة. ويتولى الجهاز تحديد المناهج التي تدرس بالمعاهد طبقا للمناهج النموذجية المعتمدة من المنظمات الدولية وطبقا لما هو محدد بالقرار الوزاري رقم 259 لسنة 2003، والموافقة على أطقم التدريس بها والإشراف على العملية التعليمية ذاتها.

### تراخيص الأجهزة اللاسلكية
في اطار اهتمام الجهاز القومي لتنظيم الاتصالات بتنمية سوق الاتصالات المصرى فقد قام الجهاز بانشاء إدارة لخدمة العملاء لتكون أهم اختصاصاتها الاتي:
1. تنفيذ إجراءات الترخيص للجهات المختلفة باستخدام للأجهزة اللاسلكية وعرض طلباتها بشأن استخدام الأجهزة اللاسلكية على اللجنة المختصة بذلك طبقا للقانون.
2. عرض طلبات العملاء المختلفة بشأن إضافات الأجهزة اللاسلكية أو الترددات إلى تراخيص الاستخدام أو الإلغاءات المختلفة على اللجنة المختصة بذلك طبقا للقانون.
3. متابعة تنفيذ قرارات اللجنة المختصة طبقا للقانون بشأن طلبات العملاء باستيراد أو استخدام الأجهزة اللاسلكية.

و من أهم أنواعها:
- ترخيص أجهزة لاسلكية بحرية
- ترخيص أجهزة لاسلكية على يخت
- ترخيص أجهزة لاسلكية لطائرة
- ترخيص أجهزة لاسلكية على بالون طائر
- ترخيص أجهزة لاسلكية للهواة
- ترخيص أجهزة تحديد المواقع
- ترخيص أجهزة اتصالات لاسلكية أرضية
- ترخيص أجهزة ميكروويف
- ترخيص أجهزة لاسلكية على الفنادق العائمة والوحدات النيليـة

## وصلات خارجية
- الموقع الرسمي